# Diego Gelmírez
Diego Gelmírez, anche Xelmírez o Gelmires (Santiago di Compostela o Catoira, 1068/1070 circa – 1149 circa), è stato un vescovo di Santiago di Compostela dal 1101 al 1136, e il suo primo arcivescovo in base al privilegio papale del 26 febbraio del 1120.
È una delle personalità fondamentali della storia della Galizia e un importante storiografo della Spagna del suo tempo. Diego si trovò coinvolto in molte diatribe, ecclesiastiche e secolari, raccontate nella Historia Compostelana, che copre l'arco di tempo del suo episcopato, dal 1100 al 1139, e serve come una sorta di cantar de gesta della vita del vescovo.

## Biografia
Non si conoscono la sua data e il suo luogo di nascita, ma sembra sia nato a Santiago di Compostela tra il 1068 e il 1070, sebbene la tradizione situa il suo luogo natale a Catoira, forse perché suo padre, Gelmirio, era il custode delle torri dell'ovest (torres do Oeste). Venne educato alla Escola Catedralicia de Compostela e più tardi alla corte di Alfonso VI. Di ritorno a Compostela lavorò nella cancelleria del vescovo Diego Páez. Nell'anno 1092, il conte Raimondo di Borgogna lo nomina suo notaio e segretario e, nel 1093, amministratore d'onore della sede compostelana, incarico che esercitò con successo fino a che non venne eletto vescovo Dalmacio nel 1094. Alla morte di questi, nel 1095, il clero sollecita il re affinché Gelmírez ritorni a svolgere il ruolo di amministratore, cosa che fece mentre la sede era vacante. Nel 1099 il nuovo papa Pasquale II autorizza l'elezione di un nuovo vescovo. In questo modo, nel momento in cui Gelmires si trova in pellegrinaggio a Roma e ordinato diacono dal papa stesso, fu anche eletto vescovo il 1º luglio del 1100. La consacrazione ebbe luogo il 21 aprile del 1101.

### Roma e Santiago
Superati i timori dell'auto-proclamazione di Santiago di Compostela come Sede Apostolica ai tempi di Cresconio, Gelmírez raggiunge una proficua intesa con Roma, intessendo un lavoro diplomatico senza precedenti, che comprende anche il suo viaggio personale a Roma, il centro della cristianità occidentale.
In questo modo, nonostante l'opposizione dei vescovi di Braga (sede restaurata da García di Galizia) e Toledo, ottiene il rango di sede metropolitana da papa Callisto II. Gelmírez passa così ad ottenere la dignità di arcivescovo nell'anno 1101, sotto la cui dipendenza restano i vescovati di Guarda, Lamego e Idaña, nelle terre portoghesi, e di Salamanca e Zamora nel Regno di León.
Allo stesso tempo, il papa lo nomina legato pontificio per i Regni di León e Galizia (comprese le terre portoghesi), in virtù del quale convoca sinodi e concili che avranno enorme ripercussione politica e religiosa.
Secondo i resoconti arrivati fino ai nostri giorni attraverso la Historia Compostelana, si racconta che la rivalità con Braga, per la supremazia dello spazio ecclesiastico galiziano-portoghese, portò a commettere il latrocinio di importanti reliquie conservate in questa sede. Probabilmente, chi aveva organizzato e rubato le reliquie dei santi più venerati a Braga, aveva lo scopo di eliminare questa città come meta di pellegrinaggio, che il vescovo Pedro aveva qui intenzione di creare, e trasferire a Compostela la supremazia ecclesiastica sull'antica provincia della Galizia.
Nel 1120, papa Callisto II eleva Diego e la sua sede al rango arcivescovile e lo nomina legato papale in Spagna.
Gelmírez convoca e presiede nel 1124 un'assemblea dei vescovi dei territori cristiani della penisola iberica per cercare di superare le difficoltà che attraversava il regno attraverso la predicazione della pace e l'applicazione della tregua di Dio, e stabilendo una parità dei benefici per i morti nella lotta contra i "violatori della pace" (i mori), a remissione dei peccati, similmente ai morti durante il viaggio a Gerusalemme e alle Crociate. Questo modo di intendere la separazione dagli "infedeli ismaeliti" e comune in tutta Europa e stabilisce una frontiera religiosa tra i regni cristiani, dei quali vari formano il Regno di Spagna (secondo quanto si legge nella Historia Compostelana) e la maggior parte dei regni europei.

### Difesa di Alfonso VII
Dopo la prigionia del re García di Galizia, Alfonso VI di León cedette il Regno di Galizia al conte Raimondo di Borgogna, sposato con sua figlia Urraca. Loro figlio era Alfonso Raimúndez a cui il testamento del re garantiva i diritti sulla Galizia nel caso che Urraca, una volta vedova, tornasse a sposarsi. Non bisogna dimenticare inoltre che Alfonso Raimúndez era nipote di papa Callisto II.
Urraca si sposò con Alfonso il Battagliero di Navarra e Aragona, che divenne così padrone di Castiglia e León. Davanti a questa situazione, il capo della nobiltà galiziana Pedro Froilaz de Traba sostenne i diritti del figlio di Urraca, Alfonso, e Gelmírez in un primo momento si alleò con il nemico dei Traba, Airas Pérez alleato di Urraca, ma nel corso dell'anno 1110 Gelmírez si avvicinò ai Traba e il 17 settembre del 1111 Gelmírez alla presenza di Pedro di Traba incoronò come re di Galizia l'infante Alfonso Raimúndez (in contrasto con Urraca e suo marito) con l'obiettivo di garantire i suoi diritti successòri e mantenere indipendente la Galizia dal dominio navarro-aragonese.
Il conflitto degenerò in guerra aperta dove gli eserciti di Gelmírez e del conte di Traba lottarono per mantenere la Galizia fuori dall'orbita di Alfonso il Battagliero. I dissapori di Urraca con il suo nuovo marito finirono per portare la regina leonese a ingraziarsi Gelmírez e a rispettare i diritti di suo figlio Alfonso, che diventerà così Alfonso VII di León e Castiglia.
Dopo la sua incoronazione Alfonso VII nominò Gelmírez cappellano e cancelliere reale e seguiterà a richiedere il sostegno economico e politico dell'arcivescovo compostelano per il suo progetto imperiale.
Nella primavera del 1126, poco dopo la morte di Urraca e l'ascesa la trono di Alfonso, Arias capeggiò una ribellione in Galizia. Diego Gelmírez e Gómez Núñez de Toroño o forse Gutierre Vermúdez vennero incaricati per litteras ("tramite lettera") di soffocarla. Diego assediò Arias a Lobeiro e, con macchine d'assedio, a Tabeirós, costringendolo alla resa. L'opinione di Diego su Arias era tale che una volta rivolgendosi a lui disse:

### Riorganizzazione della Signoria delle Terre di Santiago

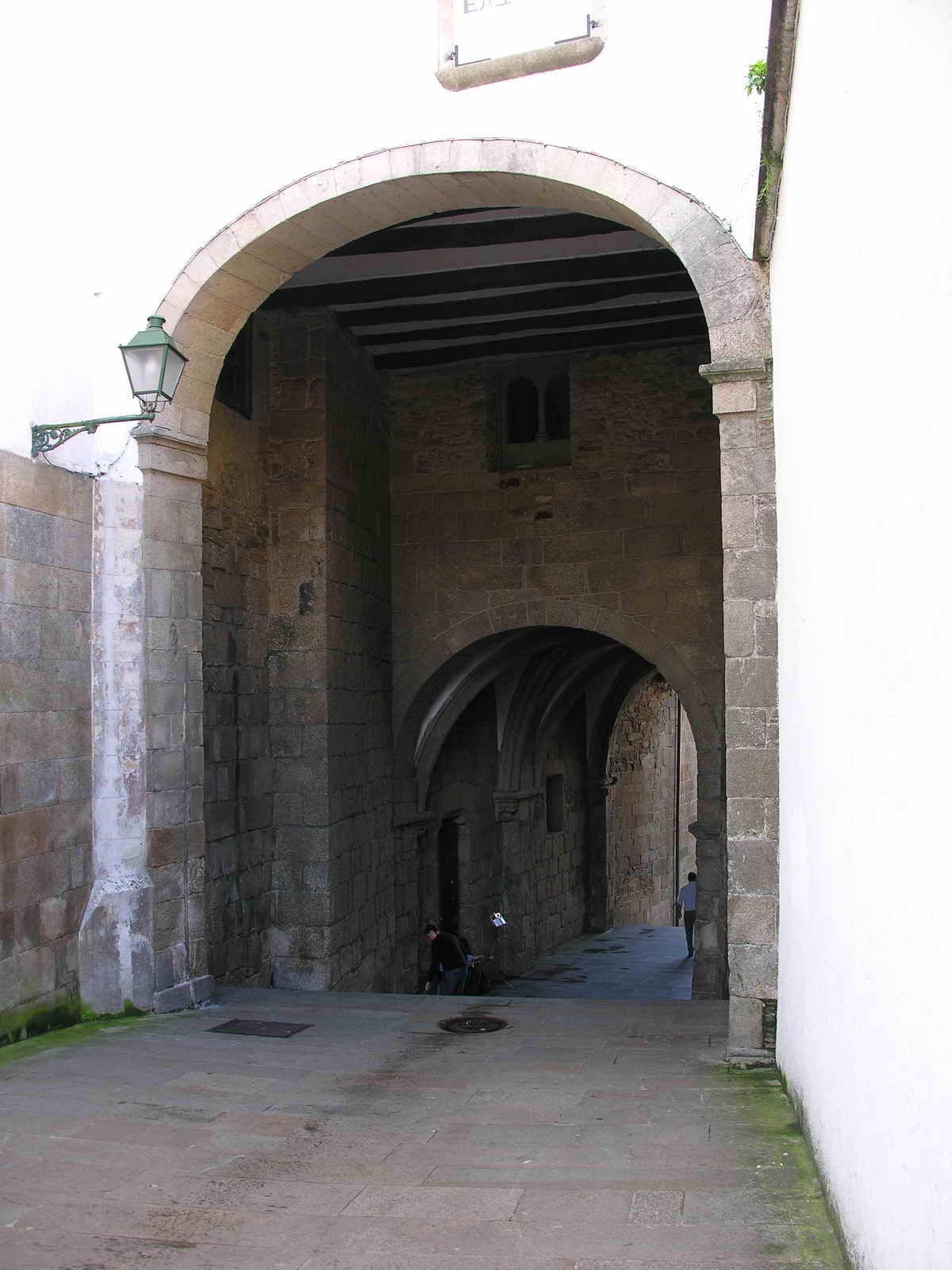
Arco del Palazzo cosiddetto di Gelmírez, sebbene sia posteriore all'arcivescovo compostelano, forse del periodo di Xoán Arias

La Signoria di Santiago comprendeva le terre che vanno dai monti del Bocelo alle coste Atlantiche, uno spazio di potere autonomo sotto la sovranità dei prelati di Compostela.
Le controversie tra il suo predecessore Diego Páez e Alfonso VI, crearono un vuoto di potere che Gelmírez intendeva risolvere una volta per tutte.
Favorì i pellegrinaggi con l'appoggio pieno di Roma e l'Ordine di Cluny, riattivò il commercio mediante il conio di moneta propria così come fece Diego Páez, diede impulso all'espansione urbana (Rúa Nova) e impartì la giustizia in modo energico.
Costruì e organizzò una flotta galiziana per la difesa delle coste dagli assalti normanni mantenendo a bada le invasioni vichinghe che sparirono per sempre dalle coste galiziane. Cercò di rendere Santiago il centro della monarchia con il Panteón Real della Cattedrale dove furono sepolti il padre e la moglie del re Alfonso VII. Introdusse la riforma gregoriana. La scuola cattedrale raggiunse notorietà in tutta Europa. Istituì studi di Retorica e Dialettica, congiuntamente a quelli di Grammatica. Quasi fosse un monarca, fece scrivere le sue proprie cronache: la Historia Compostelana, documento fondamentale per comprendere i mutamenti della Spagna medievale.
Fece erigere nuove chiese come quella di Santa María de Sar e costruire un grande palazzo episcopale (laddove prima si ergeva un altro assediato e distrutto dal popolo di Santiago) circondandosi di un'importante Corte al suo servizio.
Fece ricostruire templi, come quello di Ermelo (Bueu), nel luogo dove c'era il monastero di Santiago di Ermelo, in cui si conserva una lapide con un'iscrizione riferita al vescovo, fatta nel 1104. Nel XII secolo fece ampliare la Basilica iniziata dal vescovo Diego Peláez1, a seguito della demolizione della sede episcopale, che sorgeva presso il Monastero di San Salvador de Antealtares, nel quale dimoravano i monaci benedettini incaricati della custodia delle reliquie del santo.
Impose con il pugno di ferro la sua autorità contro i rivoltosi borghesi compostelani. Questi, in una delle loro violente sollevazioni, arrivarono a insultare nella pubblica piazza la regina Urraca, assediando l'arcivescovo e la regina nel suo palazzo, i quali riuscirono a fuggire entrambi all'ultimo momento, dopodiché i ribelli appiccarono fuoco al palazzo (attualmente non si conosce se non uno precedente situato nelle attuale Praterías); fatti questi accaduti negli anni 1116 e 1117. Solo l'aiuto delle truppe del conte Pedro Froilaz de Traba, permisero il recupero del potere su questa città dinamica, incline alla ribellione. Nel 1136, tuttavia, ormai vecchio e malato, subì un nuovo attacco al suo palazzo.

### Annotazioni
1. ↑  In galiziano.
2. ↑  In portoghese.
3. ↑  Secondo la Historia, costui trovò opposizione nelle cosiddette irmandades ("confraternite") condotte dal cavaliere Arias Pérez e Diego Gelmírez (che accettò il loro comando nel 1109 o inizi del 1110.), che si conoscevano fin dall'infanzia. – (EN) Richard A. Fletcher (1984), Saint James's Catapult: The Life and Times of Diego Gelmírez of Santiago de Compostela (Oxford: Oxford University Press), 131–35 and 157–60.
4. ↑  Nel 1110 venne rotta una tregua tra Pedro e le irmandades allorché questi si impossessò della fortezza galiziana meridionale di Castrelo de Miño installandovi una guarnigione sotto il comando di Urraca e del giovane Alfonso. Arias prontamente l'assediò, e Pedro venne a difenderla. Gli assediati chiesero a Diego di negoziare i termini della resa, cosa che fece, ma le irmandades erano diventate sospettose verso di lui e quando venne raggiunto un accordo Arias fece arrestare Diego, Pedro e Alfonso. In cambio dei castelli dell'Ovest e Lanzada, furono tutti rilasciati e Diego passò ai separatisti.
5. ↑  Nel 1120, secondo la Historia, Urraca ordinava ai principes di Galizia, tra cui Arias Pérez, a rendere omaggio (hominium) a Diego Gelmírez come "loro signore, protettore, loro re e principe, conservando la fedeltà alla regina" e riconoscere il suo dominio (Fletcher, 147). Nel 1121, tuttavia, dopo che Diego ebbe rinnovata la sua alleanza con Pedro Fróilaz de Traba, il suo potere sembrava minacciare quello della regina. Nell'estate del 1121 lei fece arrestare Diego al Castrelo in collaborazione con Arias Pérez. La sua prigionia fu di breve durata, e con il sostegno del popolo, che lui aveva coltivato, ottenne di essere rilasciato (Fletcher, 149). Nel 1121 Muño Peláez costruì un castello "illegale" sul fiume Iso nei pressi di Compostela. La Historia Compostelana lo definisce "un covo di ladri e banditi" e, appena ultimato, Diego riuscì a raderlo al suolo (Barton, 213).

### Fonti
1. ↑  Reilly (1969).
2. ↑  Briggs: pag. 43
3. ↑  (EN)  Simon Barton (1997), The Aristocracy in Twelfth-century León and Castile (Cambridge: Cambridge University Press), 50–51.
4. ↑  Barton, 179.
5. 1 2  Fletcher, 248.
6. ↑  (EN)  Charles Julian Bishko (1965), "The Cluniac Priories of Galicia and Portugal: Their Acquisition and Administration, 1075–c. 1230", Studia Monastica, 7, 330–31.
7. ↑  Citato in Ermelindo Portela Silva (1985), "Muerte y sociedad en la Galicia medieval (siglos XII–XIV)", Anuario de estudios medievales, 15, 194, in Spagnolo: Temo, por tanto, que, si tal cual eres, te vas de este mundo, perderás la vida eterna e incurrirás en la perpetua condenación de tu alma. Le parole di Diego non danno nessuna indicazione sul fatto se egli credesse o no in uno stato intermedio — purgatorio — per i cristiani che muoiono nel peccato.
8. ↑  (ES) Miriam Elena Cortés López, Ante las puertas del apóstol. Las escalinatas de las plazas de A Quintana y As Praterías, en Santiago de Compostela (PDF), in Ad Limina, vol. 7, n. 7, Santiago de Compostela, 2016,  p. 170, ISSN 2171-620X (WC · ACNP), OCLC 8464650869 (archiviato il 28 aprile 2020).